# ブカ空港
ブカ空港（ブカくうこう、Buka Airport）は、パプアニューギニアのブーゲンビル州の州都ブカにある空港である。第二次世界大戦以前に、オーストラリア政府により建設された。

## 歴史
- 2019年8月13日、空港管理者の国営空港会社(NAC)が、セキュリティや安全性の問題により一時的に閉鎖した。[2]

## 就航航空会社と就航都市
| 航空会社         | 就航地                             |
| ---------------- | ---------------------------------- |
| ニューギニア航空 | ポートモレスビー、ラバウル、キエタ |
| PNGエア          | ポートモレスビー、ラバウル、キエタ |